# استعلام بحث الويب

تمثيل شخص يقوم بالاستعلام عن شيء باستخدام محرّك البحث Google «قوقل»

استعلام بحث الويب هو استعلام يضعه المستخدم في محرك البحث في الويب للاستجابة لحاجته إلى المعلومات.